# Тоннер
«Тоннер» (фр. Tonnerre) — камерунський футбольний клуб з міста Яунде.
Заснований у 1934 році. Домашні матчі проводить на стадіоні «Стад Ахмаду Ахіджо», що вміщує 40 тисяч глядачів. За свою історію клуб 5 разів вигравав чемпіонат Камеруну, 5 разів ставав володарем Кубка Камеруну та став першим в історії переможцем Кубка володарів Кубків КАФ.
Перший серйозний успіх прийшов до «Тоннера» в 1958 році, коли він вперше став володарем Кубка Камеруну, через 5 років майже повторив успіх, дійшовши до фіналу, в якому, однак, зазнав поразки від клубу «Орікс Дуала». Тільки через 11 років, у 1974 році, «Тоннер» зміг вдруге здобути перемогу в Кубку, завдяки якій потрапив до складу учасників щойно створеного Кубка володарів Кубків КАФ, увійшовши в підсумку в історію як його перший володар у 1975 році. На наступний рік «Тоннеру» майже вдалося відстояти титул, однак у фіналі він поступився за сумою 2-х матчів нігерійському клубу «Шутінг Старз».